# Wapley
Wapley är en by i civil parish Dodington, i distriktet South Gloucestershire, i grevskapet Gloucestershire i England. Byn är belägen 15 km från Bristol. Byn nämndes i Domedagsboken (Domesday Book) år 1086, och kallades då Wapelei/Wapelie.